# Bobbio Pellice
Bobbio Pellice (piemonti nyelven Beubi) egy észak-olasz község (comune) a Piemont régióban.